# Cursive cyrillique

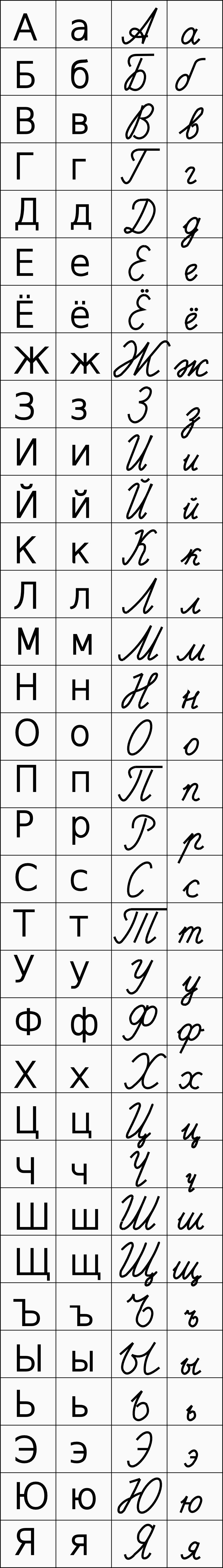
Alphabet cyrillique russe imprimé et cursif

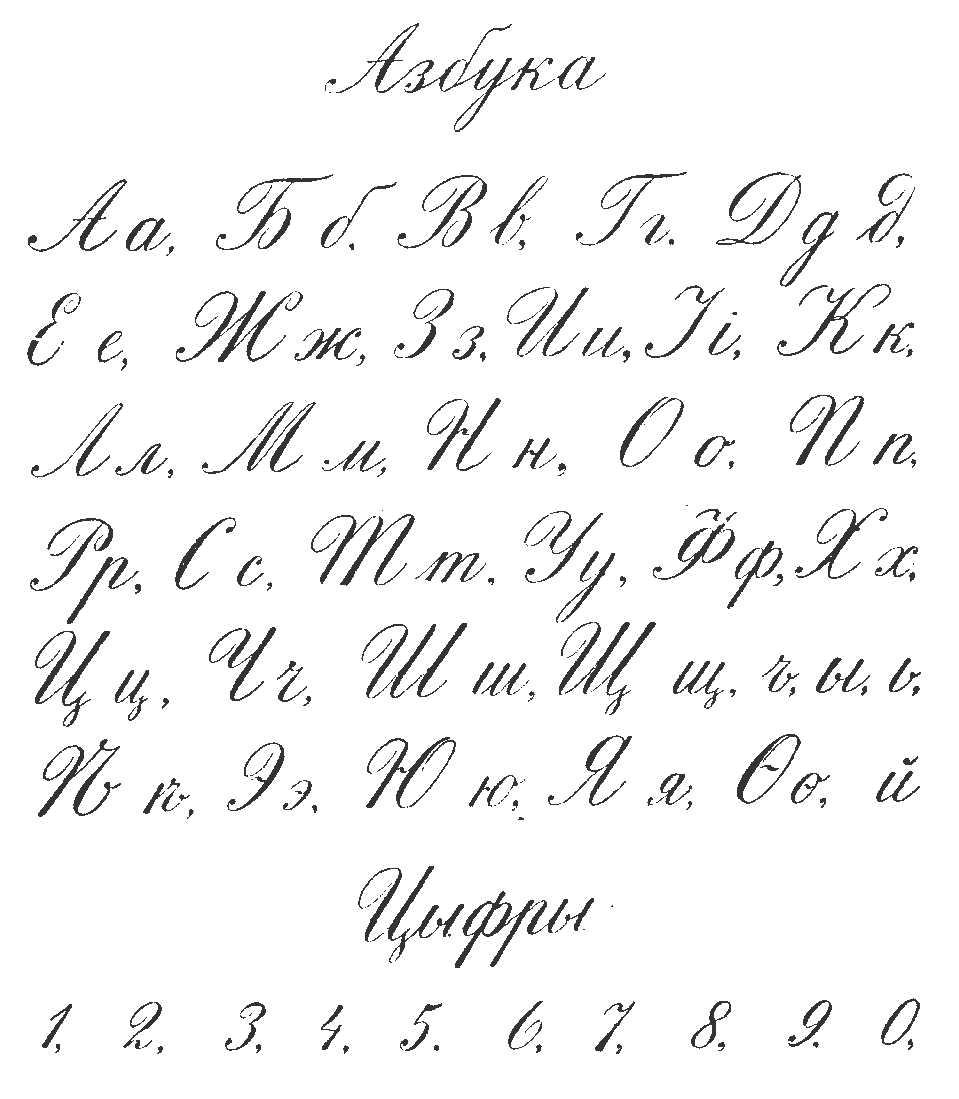
Exemple d’alphabet russe en cursive russe.

Exemple d’alphabet macédonien en cursive macédonienne.

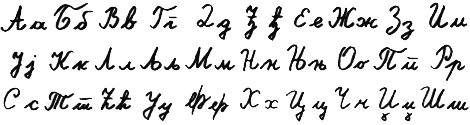
Exemple d’alphabet serbe en cursive serbe.

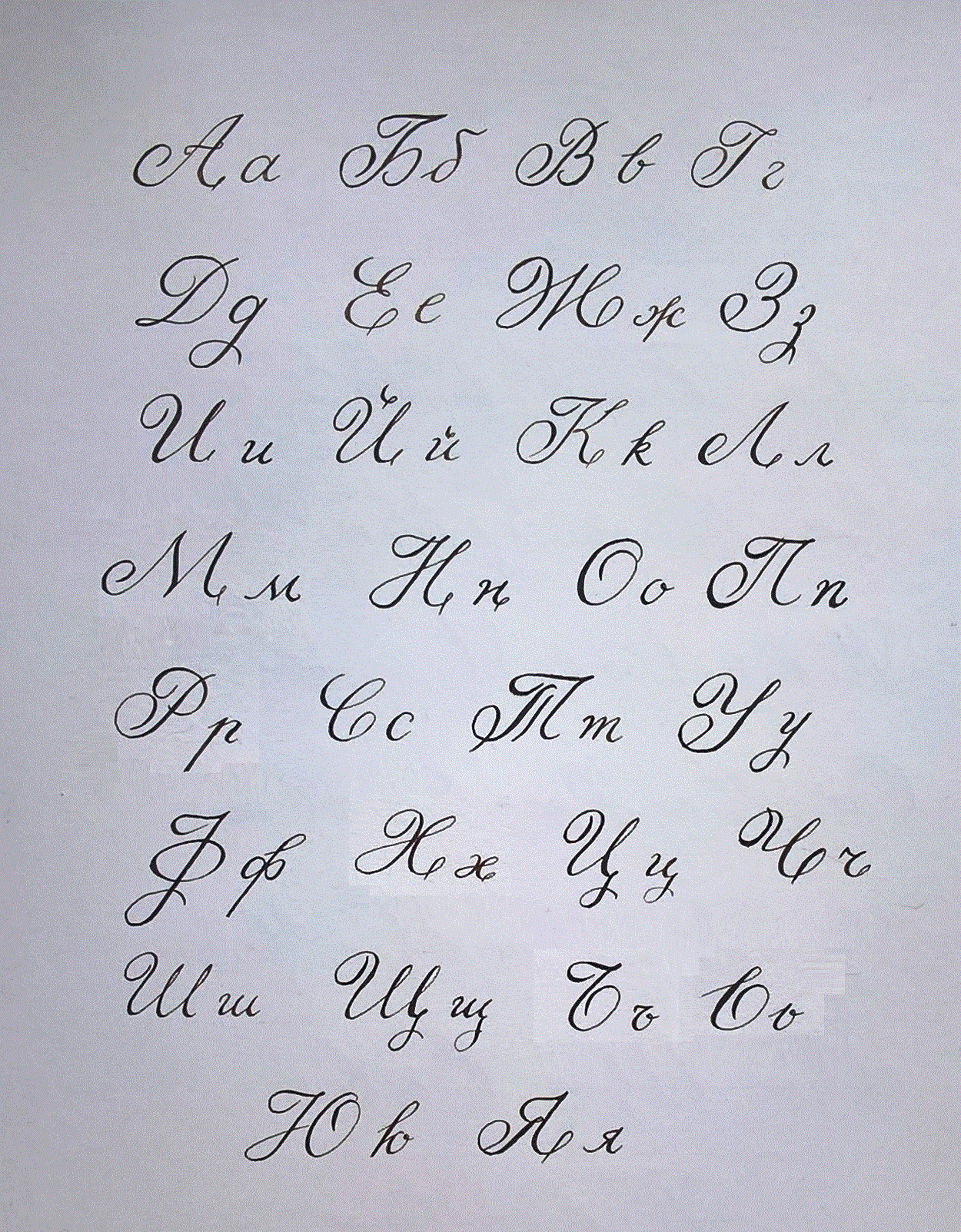
Exemple d’alphabet bulgare en cursive bulgare

La cursive cyrillique est un style de l’écriture cyrillique manuscrite cursive. Elle est largement inspirée de formes du style skoropis utilisant la même plume fine et construction que l’écriture anglaise. Certaines lettres ont des formes normalisées différemment selon la langue.
Ce style est apparu en Russie dans la seconde moitié du XVIIIe siècle à la suite de l'introduction de l’écriture civile pour l’imprimerie en 1708.

## Difficulté
Certains mots en russe peuvent poser un défi en raison des similitudes entre les lettres Ш, Щ, И, Л, М en cursives, par exemple pour le mot "Chinchilla" : 

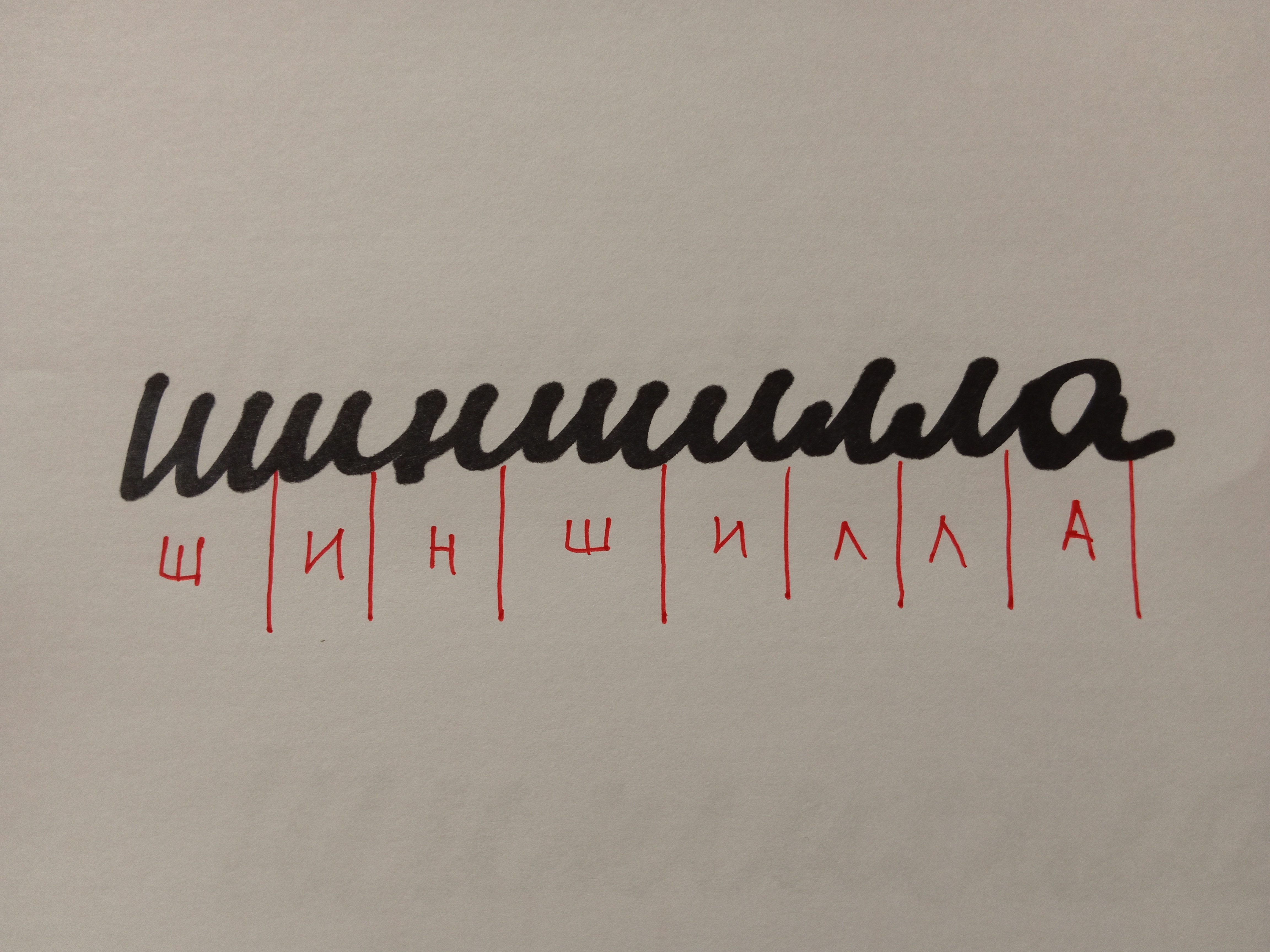
Le mot Шиншилла (reshili), qui signifie "Chinchilla". En rouge, une décomposition du texte manuscrit montrant l'équivalent en lettres imprimées.